# منتخب إنجلترا لدوري الرغبي
منتخب إنجلترا الوطني لدوري الرغبي (بالإنجليزية: England national rugby league team)‏ هو ممثل المملكة المتحدة الرسمي في المنافسات الدولية في دوري الرغبي، الدولي.
الفريق، الذي تم تشكيله إلى حد كبير من فريق بريطانيا العظمى الذي مثل ويلز واسكتلندا وأيرلندا، يتم تشغيله تحت رعاية دوري الرجبي لكرة القدم. وتشارك في مباريات كأس العالم للرجبي، والأمم الأربع، والمباريات التجريبية. 
يعود تاريخ الفريق إلى عام 1904، عندما لعبوا ضد مزيج من اللاعبين الويلزيين والاسكتلنديين في ويجان. حتى الخمسينيات من القرن الماضي، قاموا بجولات منتظمة في أستراليا ونيوزيلندا ولعبوا مباريات على أرضهم وخارجها ضد جارين ويلز وفرنسا، ولكن عندما تقرر أن تقوم بريطانيا العظمى بجولة في نصف الكرة الجنوبي بدلاً من إنجلترا، أصبحت فرنسا وويلز المنافسين المنتظمين الوحيدين.
كان ظهورهم الأول في كأس العالم للرجبي في عام 1975. لقد كانوا وصيفين ثلاث مرات. في 1975 و1995 و2017 . شاركت إنجلترا أيضًا في كأس الأمم الأوروبية، وفي عام 2006، تنافس فريق إنجلترا "أ" على درع الاتحاد.
كان المنافسان الرئيسيان لإنجلترا تاريخيًا هما ويلز وفرنسا، حيث امتدت الخصومات إلى عامي 1908 و1934 على التوالي. المنافسون الرئيسيون لإنجلترا الآن هم أستراليا ونيوزيلندا.
تقليديا، يتم ارتداء مجموعة يغلب عليها اللون الأبيض بما في ذلك السراويل القصيرة والجوارب البيضاء. ومع ذلك، فإن القميص يتميز عادةً ببعض أشكال اللون الأحمر، مثل الخطوط الحمراء أو الصليب أو الشيفرون. هذه الألوان تشبه الفرق الرياضية الإنجليزية الأخرى وهي الألوان المستخدمة في العلم الوطني. في عام 2008، تم تقديم مجموعة جديدة تتميز بصليب أحمر على المقدمة وخطوط حمراء أسفل جانبي القميص، وكانت السراويل القصيرة والجوارب بيضاء أيضًا مع خطوط حمراء. أيضًا في عام 2008، اختارت دوري الرجبي لكرة القدم التخلي عن الأسد الإنجليزي التقليدي على الشارة لصالح تصميم درع وتصميم متقاطع أكثر بساطة. 
ويحتل الفريق حاليًا المرتبة الثالثة عالميًا بعد نيوزيلندا وأستراليا شون واين هو المدرب الرئيسي، وشون أولوغلين الكابتن.
في عام 2019، أُعلن أن إنجلترا ستنافس أستراليا في سلسلة دوري الرجبي آشز المستقبلية. سابقًا، تم التنافس على الرماد بين بريطانيا العظمى وأستراليا حتى عام 2003. كان من المقرر عقد سلسلة Ashes الأولى منذ عام 2003 في عام 2020 ولكن تم إلغاؤها بسبب تفشي وباء فيروس كورونا المستمر.

## التاريخ

### المباريات الأولى
في عام 1895، انقسم 21 ناديًا عن اتحاد الرجبي لكرة القدم، مشيرين إلى رغبتهم في اللعب بشكل احترافي، وشكلوا اتحاد الرجبي الشمالي لكرة القدم. كانت جميع الأندية الواحد والعشرين من شمال إنجلترا وكان معظم اللاعبين من الطبقة العاملة. ومع ذلك، لم يكن اللاعبون الإنجليز وحدهم هم من قاموا بالتبديل، بل قام اللاعبون الاسكتلنديون والويلزيون أيضًا بتحويل ولائهم إلى الكود الجديد، مطالبين بمدفوعات مقابل اللعب. تصاعد التحول في أوائل القرن العشرين مع مغادرة المزيد من اللاعبين الاسكتلنديين والويلزيين للاتحاد الروسي لكرة القدم أكثر من أي وقت مضى.
كان فريق اتحاد الرجبي الوطني الإنجليزي يلعب مباريات دولية منذ عام 1871، ولكن لم يتم لعب مباراة في دوري الرجبي الدولي إلا في عام 1904، بعد تسع سنوات من تشكيل القانون الجديد. في بداية موسم 1903، فكر اتحاد الشمال في المباريات الدولية وحدد موعد مباراة إنجلترا في يوم رأس السنة الجديدة 1904 في أولدهام. لكن في ذلك اليوم، كانت الأرض فاترة وتم إلغاء المباراة وأعيد تحديد موعدها في أبريل.
في 5 أبريل 1904، تنافست إنجلترا ضد فريق يُدعى «الجنسيات الأخرى»، والذي كان يتألف من عشرة من الويلزيين واثنين من اسكتلنديين، بما في ذلك جورج فراتر، الذي قاد الفريق. كانت فترة تجريب للاتحاد الشمالي وكان لكل فريق اثني عشر لاعباً وليس ثلاثة عشر. في سنترال بارك، كانت أرض ويجان موحلة وفي حالة سيئة، لكن المباراة مضت. انكلترا على البخار في التقدم 3-0، من محاولة من وارينجتون جاكي فيش. هذا على الرغم من وصول جيمس لوماس من سالفورد متأخرًا وتسبب في بدء إنجلترا المباراة بأحد عشر لاعباً. فات فيش التحويل وبالتالي تمكنت الجنسيات الأخرى من تسوية النتائج بعد ذلك بقليل، تحطم الويلزي توماس في المحاولة. تم تفويت التحويل والدخول في الشوط الأول كانت النتيجة متعادلة 3-3. في الشوط الثاني، ذهب توماس لمحاولة أخرى قبل أن يختم لاعب ويجان هاريس الفوز بنتيجة 9-3 للجنسيات الأخرى في الدقائق الأخيرة من المباراة. حضر ما مجموعه 6000 متفرج للمباراة، والتي كانت تعتبر عرضًا سيئًا على الرغم من مباراة كأس بروتون رينجرز ضد برادفورد التي كانت مقررة في نفس اليوم.
في عام 1905 أقيمت مباراة بين الفريقين في برادفورد. هذه المرة فازت إنجلترا 26-11 بالرغم من خسارة 11-0 في الشوط الأول. وسجل جيم ليثام لاعب ويجان أربع محاولات متتالية، وهو رقم قياسي لا يزال قائما حتى اليوم. لعبت المباراة بخمسة عشر لاعباً من كل جانب وكذلك كانت مباراة 1906. لعبت المباراة في ويجان مرة أخرى، وانتهت المباراة بالتعادل 3-3. تم التخلي عن المفهوم بعد مباراة 1906. بحلول عام 1908، توسعت اللعبة بشكل أكبر لتشمل أستراليا ونيوزيلندا وويلز، وبدأت إنجلترا في لعب تلك الفرق. ظهر هارولد واجستاف لأول مرة مع إنجلترا عام 1908 ضد فريق الكنغر المتجول في 17 عامًا و228 يومًا.
عاد فريق الجنسيات الأخرى في عام 1921. فاز فريق إنكليزي على الفريق الأسترالي الذي شارك في جولة كانغارو في 1921–22 في بريطانيا العظمى 4-5 في ملعب هايبري. لعبت إنجلترا مباراة دولية واحدة فقط بين 10 مايو 1956 و7 نوفمبر 1968 بفوز 18-6 في ملعب هيدنجلي للرجبي، ليدز.

### الظهور الأول في كأس العالم 1975
لعبت إنجلترا في نهائيات كأس العالم عام 1975 تحت إشراف أليكس مورفي، والتي لعبت على مدى عدة أشهر في كلا نصفي الكرة الأرضية على أساس الدوري. عادةً ما تمثل بريطانيا العظمى إنجلترا في كأس العالم، لكن RLIF أراد الاستفادة من العدد الكبير من لاعبي الويلزيين في اللعبة في ذلك الوقت، ولذلك قامت إنجلترا وويلز بتشكيل فريقين منفصلين.
فازت إنجلترا بمباراتها الأولى، بفوزها 20-2 على فرنسا في ليدز في مارس. في يونيو، عانى منتخب الأسود من الهزيمة الأولى في مباراته الثانية فقط في البطولة، حيث خسر 12-7 أمام فريق ويلز القوي في بريزبين. بعد ذلك بقليل تمكنت إنجلترا من الاحتفاظ بالتعادل مع أستراليا في سيدني، وكانت النتيجة النهائية 10-10. وحصلوا أيضًا على نقطة في أوكلاند، حيث تعادلوا 17-17 أمام نيوزيلندا. في نهاية أكتوبر، بعد انتهاء الموسم المحلي، فازت إنجلترا على الويلزية 22-16 في وارينجتون ثم عبرت القنال الإنجليزي لتهزم الفريق الفرنسي 48-2 في بوردو. لعب برادفورد المباراة المضيفة بين إنجلترا ونيوزيلندا، والتي فازت فيها إنجلترا بشكل مريح 27-12.
في بداية نوفمبر، تخطت إنجلترا فوز أستراليا 16-13 في نوفمبر في ويجان. وهذا يعني أن الكنغر أنهى الموسم برصيد 13 نقطة، فيما حصل الأسود على 12 نقطة. اعتبرت أستراليا بطلة من خلال احتلالها صدارة الجدول، ولكن نظرًا لأنها لم تهزم إنجلترا، تم ترتيب المباراة النهائية بسرعة. فازت أستراليا على إنجلترا 25-0 في ليدز لتنتزع لقبها الرابع.

### كأس العالم 1995 والفجوة
مع تفكك فريق بريطانيا العظمى إلى دول منفردة، كانت إنجلترا (كمضيف مشارك) في كأس العالم 1995، وهو أول ظهور لها في كأس العالم منذ عام 1975. تم تدريب إنجلترا من قبل فيل لاردير. حصلت الأسود قبالة لبداية قوية بفوزه على أستراليا 20-16 في المباراة الافتتاحية على استاد ويمبلي، ثم يدق فيجي وجنوب أفريقيا في مباريات المجموعة المتبقية لاحتلال صدارة المجموعة A. هذه المجموعة يصل لعبة شبه النهائية في ملعب اولد ترافورد ضد ويلز. فازت إنجلترا بالصراع 25-10 لتصل إلى نهائي كأس العالم، لكنها خسرت 16-8 أمام أستراليا على ملعب ويمبلي. لن تلعب إنجلترا مرة أخرى حتى عام 2000.
شهدت نهائيات كأس العالم 1995 أول تغيير لشريط إنجلترا منذ عدة سنوات. بدلاً من المجموعة البيضاء المعتادة، تمت إضافة صليب سانت جورج الأحمر إلى كل من الجزء الأمامي والخلفي من الطائر.

### كأس العالم 2000
جون كير كان مدرب إنجلترا لكأس العالم عام 2000 . مقارنة بعام 1995، حققت إنجلترا نجاحًا ضئيلًا، حيث خسرت مباراتها الافتتاحية في تويكنهام 22-2 ضد أستراليا. لكنهم فازوا في مباراتيهم المتبقيتين أمام فيجي وروسيا. عرض تنافسي مفاجئ من قبل أيرلندا في ربع النهائي، شهد تأهل إنجلترا إلى الدور نصف النهائي 26-16. ثم هبطت إنجلترا إلى هزيمة قياسية، حيث خسرت 49-6 أمام نيوزيلندا في بولتون، وخرجت من البطولة.

### 2008-2009: عصر توني سميث

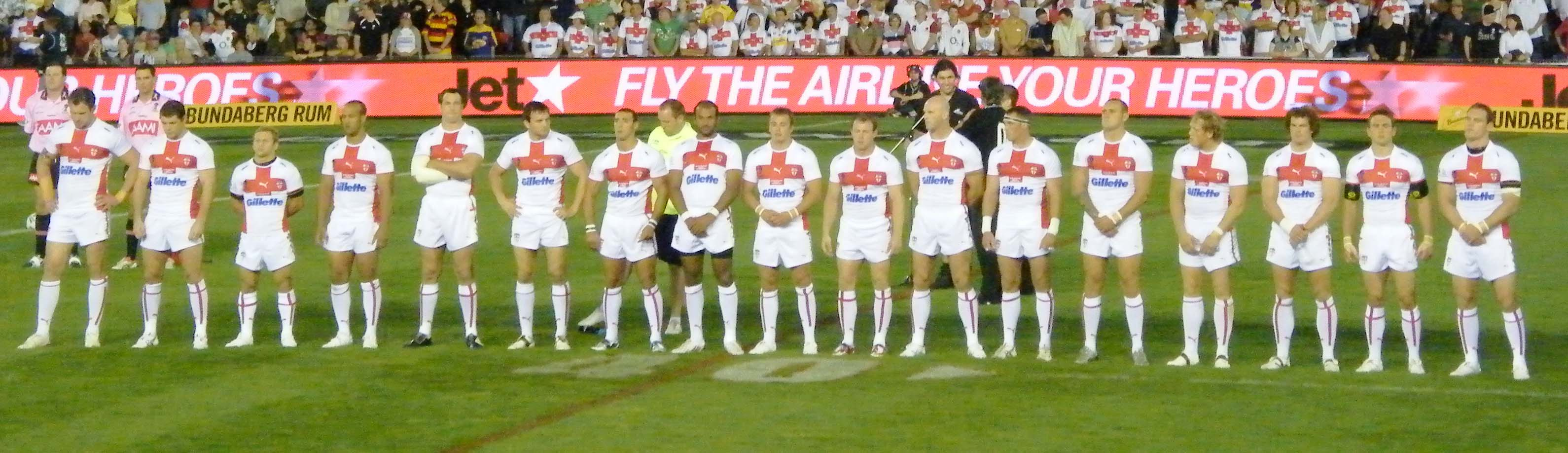
إنجلترا في كأس العالم 2008

تولى توني سميث، المولود في أستراليا، مسؤولية إنجلترا في عام 2008. كانت مباراته الأولى ضد فرنسا في تولوز حيث فاز الإنجليز 56-8. في مباراته الثانية، غابت إنجلترا عن لاعبي سانت هيلينز ولييدز راينوس، لكن الفريق ما زال يصنع التاريخ بفوزه القياسي 74-0 على ويلز في دونكاستر. كان هذا أكبر فوز لإنجلترا على الويلزي منذ عام 1978.

#### كأس العالم 2008
كان عام كأس العالم، وأعلن سميث عن طموحاته أنه يريد أن تفوز إنجلترا بأول بطولة لكأس العالم، منذ عام 1972، عندما مثلت بريطانيا العظمى البلاد في هذا الحدث. في حال تم وضعهم في المجموعة الأولى إلى جانب المضيف أستراليا ونيوزيلندا وبابوا غينيا الجديدة. واجهت إنجلترا حالة من الذعر في مباراتها الافتتاحية ضد بابوا غينيا الجديدة، حيث كان رجال سميث متأخرين 12-16 في الشوط الأول، لكنهم واصلوا الفوز بالمباراة. تعرضت إنجلترا للإهانة في مباراتها الثانية أمام أصحاب الأرض، وتعرضت لأكبر هزيمة حتى الآن، بفوزها على هامش 43 نقطة أمام نيوزيلندا قبل ثماني سنوات. في مباراتهم الأخيرة في البلياردو ضد نيوزيلندا، قدموا أداء أفضل بكثير ولكن لمدة 28 دقيقة فقط، حيث فقدوا 24-8 وخسروا 24-36. قبل المباراة وأثناءها، اتهمت إنجلترا نيوزيلندا بأنها ناعمة، لكن بعد المباراة، وصفت وسائل الإعلام إنجلترا بأنها الخاسر الأكبر في البطولة. كما حدث الجدل قبل بدء المباراة، عندما رفضت إنجلترا مواجهة تحدي نيوزيلندا الهاكا. قال سميث: «في بعض الثقافات، قد يُنظر إلى دس لسانك في البعض الآخر على أنه إهانة ودفع الكيويون الأمور بعيدًا عن طريق العبور إلى منتصف الطريق في إنجلترا».  واجهوا نيوزيلندا مرة أخرى في نصف النهائي. هذه المرة لم يتقدموا أبدًا على النيوزيلنديين، حيث خسروا المباراة بفارق 10 نقاط. بعد شائعات عن طرد سميث من منصبه، أعلنت رابطة إعادة الروابط العائلية أنها ستبقى على ثقتها بسميث لما تبقى من عقده. حمل لاعبو كأس العالم اللوم على أدائهم.
بعد كابوس كأس العالم، بدأت إنجلترا عام 2009 كثيرًا بفوزها القياسي 54 نقطة خارج أرضها على فرنسا.

#### 2009 أربع دول
في وقت لاحق من ذلك العام، شاركت إنجلترا في استضافة البطولة الدولية الكبرى لهذا العام، وهي أول بطولة للأمم الأربعة. بعد أن سحقهم في وقت سابق من العام، واجهت إنجلترا عجزًا مفاجئًا في الشوط الأول في مباراتها الافتتاحية ضد فريق فرنسي يدربه الدولي البريطاني السابق بوبي جولدينج. لكن على الرغم من تأخرها في الشوط الأول، سجلت إنجلترا 30 نقطة متتالية لتحقق فوزًا آخر على «التريكولوريس». في المباراة الثانية ضد أستراليا، حافظت إنجلترا بشكل مذهل على أستراليا بدون أهداف في الشوط الثاني، وعادت في الشوط الثاني. ومع ذلك، لم يكن ذلك كافيًا، حيث كان رجال سميث بحاجة إلى التعافي من عجز 26 نقطة في الشوط الأول. ثم واجهوا نيوزيلندا، وبعد أن خسروا أمامهم مرتين في كأس العالم العام الماضي، انتقمت إنجلترا بفوزها 8 نقاط على الكيوي. ثم وصلت إنجلترا إلى المباراة النهائية لمواجهة أستراليا. في المباراة النهائية، تصدرت إنجلترا في وقت من الأوقات 16-14 وكان لها الفضل في قدرتهم على تقديم مسابقة حقيقية. ومع ذلك، في الربع الأخير من المباراة، سيطرت أستراليا على مجريات المباراة وواصلت في النهاية الفوز 46-16. في 16 نوفمبر 2009، بعد ساعات قليلة من الاعتراف بأن المنتخب الإنجليزي كان له مستقبل مشرق في دوري الرجبي، استقال سميث من المنتخب الإنجليزي.

### 2010-2015: عصر ستيف مكنمارا
بعد استقالة توني سميث، تم منح المدرب السابق لبرادفورد بولز ستيف ماكنمارا الوظيفة. كانت أول مباراة له مع منتخب إنجلترا ضد فرنسا في لي. تغلبت إنجلترا على المنتخب الفرنسي لتحافظ على سلسلة انتصاراتها المثيرة للإعجاب على منافسيها والتي تعود إلى عام 1981. أرسل ماكنمارا أيضًا الأخوين الأوائل، سام وجويل تومكينز، لبدء اللعب مع إنجلترا منذ أن مثل بول وديفيد هولم بريطانيا العظمى في عام 1989.

#### 2011 أربع دول
في العام التالي، شاركت إنجلترا في استضافة عام 2011 لدورة الأمم الأربع مع ويلز. كانت مباراتهم الافتتاحية بمثابة فوز على ويلز حيث سجل سام تومكينز أربع محاولات تعادل الرقم القياسي في مباراة واحدة. يعني الفوز أن إنجلترا حافظت على سجلها الرائع في عدم الخسارة على أرضها ضد ويلز منذ عام 1977. الخسارة في الأسبوع التالي أمام أستراليا في ويمبلي تعني أنه كان عليهم الفوز على نيوزيلندا للوصول إلى النهائي، وهو ما فعلوه. في المباراة النهائية، كانت إنجلترا متعادلة في وقت ما بنتيجة 8-8، لكنها كانت ستتفوق عليها مرة أخرى. خاضت إنجلترا «تجربة أقل» في الشوط الثاني حيث فازت أستراليا بـ22 نقطة.
في منتصف عام 2012، أقيمت سلسلة International Origin الثانية. فاز فريق Exiles بالسلسلة الأولى في عام 2011 بعد محاولة Samoan International ، جورج كارمونت، قبل أقل من 40 ثانية من الفوز بالمباراة لصالح Exiles. فازت إنجلترا بأول لعبة من سلسلة International Origin على الإطلاق، بعد فوزها في المباراة الأولى من سلسلة 2012، التي أقيمت في St Helens ، بفارق 8 نقاط. ومع ذلك، سيفوز Exiles بسلسلة 2012 بعد تسجيل هامش ربح أكبر في اللعبة 2. في أكتوبر ونوفمبر من ذلك العام، تنافست إنجلترا في خريف إنترناشونالز حيث استولت على ويلز وفرنسا. في مباراتهم الأولى، حصدت إنجلترا أكبر حصيلة من النقاط أمام ويلز، حيث سحقوا «ريد دراغونز» 80-12 في ريكسهام. في مباراتهم الثانية ضد فرنسا، أصبح الظهير سام تومكينز أفضل هداف في إنجلترا عندما سجل محاولته الرابعة عشرة مع إنجلترا، محطماً الرقم القياسي الذي سجله جناح ويجان وسانت هيلينز السابق ألف إلبي في عام 1935. في النهائي، خاضت إنجلترا مباراة العودة مع فرنسا على ملعب سالفورد سيتي. تغلبت إنجلترا على خصومها لتفوز بأول لقب لها منذ كأس الأمم الأوروبية 2004.

#### كأس العالم 2013
في 2013 المنشأ الدولي، سحق إنجلترا خصومهم بنسبة 20 نقطة. في نهاية العام، وكأس العالم 2013 عقدت في إنجلترا وويلز. إنجلترا، الذين كانوا يعرفون الآن باسم 'جدار الأبيض', ظهرت رقما قياسيا جديدا من ثلاثة أشقاء في صفوفهم: سام والتوائم جورج وتوم بورغيس. لعبت إنجلترا مباراتها الأولى ضد أستراليا في كارديف. حصلت إنجلترا على تقدم مبكر مفاجئ للكثيرين، عندما كانوا 10-0 بعد 20 دقيقة. ومع ذلك، خسرت إنجلترا في ما كان أحد أفضل عروضها ضد الكنغر منذ سنوات، وخسرت 20-28. ثم ذهبوا إلى سحق أيرلندا إلى الصفر أمام حشد قياسي في هدرسفيلد، في لعبة شهدت ريان هول أصبح نيو انغلاند أعلى محاولة هداف بعد أخذ هاتريك له أن تحصي 17 مجموع محاولات لبلاده. فازت إنجلترا أيضا على فيجي المصممة، أمام حشد من الناس في ملعب كيه سي، لتتأهل إلى ربع النهائي. أخذوا على منافسيه الأوروبيين، فرنسا، في ويجان، وبعد تأخر 0-6 في وقت مبكر، واصلت إنجلترا التأهل إلى الدور نصف النهائي للقاء حامل اللقب، نيوزيلندا، في ويمبلي. كانت المباراة قضية رؤية، والتي شهدت تقدم إنجلترا 18-14 مع بقاء دقيقة واحدة على مدار الساعة، حتى أنتج صانع الألعاب النيوزيلندي شون جونسون لحظة تاريخية، لتسوية الدرجات، ثم تحويل محاولته بعد صفارات الإنذار، للفوز بالمباراة، وجعل الكيوي يتقدم إلى نهائي كأس العالم الثالث على التوالي. كانت هذه هي المرة الأولى التي تخسر فيها إنجلترا، أو بريطانيا العظمى، أمام نيوزيلندا في إنجلترا منذ عام 2005.

#### 2014 أربع دول
في أكتوبر ونوفمبر 2014، سافرت إنجلترا إلى أسفل للعب في 2014 Four Nations . في المباراة الافتتاحية، واجه منتخب إنجلترا ساموا في مباراة شهدت التقدم عدة مرات. في النهاية، نجت إنجلترا من النتيجة المفاجئة التي حدثت بعد فوزها بـ 6 نقاط. في المباراة الثانية ضد أستراليا، وقع الجدل. تقدمت أستراليا بنسبة 16-12 مع ترك دقيقة واحدة على مدار الساعة. وضع لاعب إنجلترا، ليام فاريل، ركلة جزاء في منطقة داخل المرمى، مما أجبر الظهير الأسترالي، جريج إنجليس، على إجبار الكرة على الموت، ومع ذلك، قرر حكام الفيديو إلقاء نظرة ومعرفة ما إذا كان إنجليس أم لا. حصل ريان هول القادم على اللمسة الأخيرة على الكرة. في الإعادة بالحركة البطيئة، أظهرت أن إصبع يد ريان هول اليمنى الصغيرة قد ضغطت على الكرة، ومع ذلك، في السرعة العادية، اعتُبرت غير حاسمة '' وفقًا لقواعد الحكم الأسترالية. في نهاية المطاف، مُنح عدم محاولة لإثارة غضب اللاعبين والمشجعين الإنجليز. اشتكى رايان على تويتر، قائلًا "بالنظر إلى الفيديو، سأقول إنها كانت محاولة إذا كنا نلعب قواعد الدوري الممتاز لو سجل هول، وتحولت إنجلترا، لكان ذلك أول فوز لإنجلترا على أستراليا منذ عام 1995، وهي المرة الأولى التي تتعرض فيها أستراليا لهزائم متتالية منذ عام 1970 وأول مرة لا تتأهل فيها أستراليا لنهائي البطولة منذ 1954. نهائي الكأس.  خسرت إنجلترا مباراتها الأخيرة أمام نيوزيلندا، وفي هذه العملية، أنهت أي فرصة للتأهل إلى أول نهائي للأمم الأربع في نصف الكرة الجنوبي.

#### 2015 درع باسكرفيل
في عام 2015، واجهت إنجلترا مع نيوزيلندا في ثلاث مباريات متتالية أقيمت في إنجلترا. قبل السلسلة، سجلت إنجلترا أكبر فوز لها على الإطلاق على فرنسا، بفوزها على فوزها السابق 73-6 في عام 1996. فازت إنجلترا على نيوزيلندا 2-1 في سلسلة باسكرفيل لتحتفظ باللقب الذي فازت به بريطانيا العظمى آخر مرة في عام 2007. خلال تلك السلسلة، وصل نائب الكابتن، جيمس جراهام، إلى علامة بارزة ليصبح اللاعب الأكثر مشاركة في إنجلترا، متجاوزًا الرقم القياسي الذي سجله كيفن سينفيلد في 27 مباراة تجريبية. على الرغم من انتصار المسلسل، كان ماكنمارا يواجه تدقيقًا مسبقًا وقررت رابطة إعادة الروابط العائلية عدم تجديد عقده الذي انتهى بعد المسلسل. لذلك ترك مكنمارا المنتخب الإنجليزي.

### 2016-2019: عصر واين بينيت
بعد انتهاء صلاحية عقد ماكنمارا، عين اتحاد كرة القدم الأسترالي واين بينيت بعقد لمدة عامين، بهدف الفوز بكأس العالم 2017. كان أول طلب لبينيت كمدرب هو أن يكون لدى إنجلترا معسكر تدريبي قبل الموسم، لاعب دولي في منتصف الموسم في عام 2017، بالإضافة إلى تقصير موسم الدوري الممتاز 2017 من أجل الاستعداد لكأس العالم 2017. وافق نايجل وود، الرئيس التنفيذي لرابطة كرة القدم الأمريكية، على مطلب بينيت الأولين، لكنه قال إن تقصير الموسم المحلي يمثل اضطرابًا كبيرًا في نواح كثيرة. تعرضت خطط بينيت لانتقادات من بعض مدربي الأندية المحترفين.

#### 2016 أربع دول
كانت أول مباراة بينيت ضد فرنسا في بربينيان، استعدادًا لبطولة الأمم الأربع 2016. على الرغم من التأخر، وعدم إحراز أي أهداف في أول 26 دقيقة، استمرت إنجلترا في تجنب الانزعاج، حيث تغلبت بشكل مقنع على الفرنسيين ومنحت بينيت عودة ناجحة إلى الساحة الدولية، بعد 8 سنوات من تركه منصب مساعد مدرب نيوزيلندا. ومع ذلك، خاضت إنجلترا مباراة مخيبة للآمال، حيث خسرت المباراة الافتتاحية أمام نيوزيلندا، وواجهت حالة من الذعر ضد اسكتلندا، قبل أن تخسر مباراة «لا بد من الفوز بها» ضد أستراليا. كانت هذه هي المرة الأولى التي فشلت فيها إنجلترا في التأهل لنهائي الأمم الأربع بينما كانت مضيفة.
في نهاية عام 2016، أعلن بينيت أنه سيتم إلغاء «معسكر التدريب الحار» في إنجلترا قبل الموسم في دبي بعد مراعاة مخاوف المدربين المحليين.  بدلاً من المعسكر التدريبي قبل الموسم، اختار بينيت وطاقم التدريب الإنجليزي فريق النخبة من اللاعبين، ومقره في إنجلترا، والذين سيتم اكتشافهم بانتظام طوال موسم 2017. تدرب الفريق ست مرات طوال الموسم في إنجلترا.
كانت أول مباراة إنجلترا في 2017 نتيجة مقنعة على ساموا، على الرغم من أن بينيت تعرض لانتقادات بسبب اختياره للمباراة التجريبية. غضب كابتن بريطانيا العظمى السابق جاري سكوفيلد، إلى جانب لاعبين سابقين آخرين ووسائل إعلام ومشجعين من قرار بينيت ضم لاعبيه الأستراليين المولد كريس ماكوين وكريس هيغينغتون، المؤهلين للعب من خلال آبائهم الإنجليز. كان عصر هيغينغتون أيضًا نقطة نقاش. في سن 35، تم اقتراح اختيار لاعبين أصغر سناً مثل ليام فاريل وأليكس والمسلي ومارك بيرسيفال وسكوت تايلور بدلاً من ذلك. 

#### كأس العالم 2017
عيّن بينيت أستراليًا واحدًا فقط، هو كريس هيغينجتون، في فريقه الإنجليزي لكأس العالم، في حين غاب زاك هارداكر بسبب حظر المخدرات. كانت المباراة الأولى لإنجلترا في كأس العالم ضد أستراليا. على الرغم من أن الفضل يعود إليهم طوال المباراة للطريقة التي تمكنوا بها من الدفاع ومنع الأستراليين من السيطرة على المباراة كما فعلوا في الماضي، إلا أنهم فشلوا مرة أخرى في التغلب على أستراليا. على الرغم من الهزيمة، واصلت إنجلترا طريقها خلال البطولة بانتصارات مقنعة على لبنان وفرنسا، واحتلت المركز الثاني في المجموعة الأولى. ثم توجّهوا للفوز على بابوا غينيا الجديدة بشكل مقنع في ربع النهائي قبل أن يصلوا إلى الدور نصف النهائي حيث سيواجهون. تونجا التي أطاحت نيوزيلندا في الأسبوع السابق. تقدمت إنجلترا 20-0، مع بقاء سبع دقائق على مدار الساعة، قبل أن يبدأ تونجا عودة غير متوقعة ومدمرة للأعصاب لإنجلترا. مع بقاء أقل من دقيقة واحدة على مدار الساعة، فقد أندرو فيفيتا السيطرة على الكرة قبل إعادة تجميعها ووضعها على خط المحاولة، فقط لإدراك أن الحكم قد أطلق صافرته بالفعل. تعرض الحكم لانتقادات لعدم ذهابه إلى حكم الفيديو، وإذا حصل على جائزة، فسوف يرى أن تونجا فازت بالمباراة ووصلت إلى أول نهائي لها على الإطلاق في كأس العالم. على الرغم من الجدل، انتصرت إنجلترا وتقدمت إلى نهائي كأس العالم لأول مرة منذ 22 عامًا. قابلت إنجلترا أستراليا مرة أخرى في المباراة النهائية لكنها فشلت مرة أخرى في التغلب على أستراليا، للمرة الثالثة عشرة على التوالي، منذ فوزها الأخير في دور المجموعات في كأس العالم 1995. خسرت إنجلترا في أدنى نتيجة نهائية لكأس العالم في تاريخ البطولة. انتهى عقد بينيتس في نهاية كأس العالم وعلى الرغم من عدم فوزه بالبطولة، فقد حصل على عقد لمدة عامين آخرين.

### 2020 إلى الوقت الحاضر: عصر شون وان
في 3 فبراير 2020، أُعلن أن شون واين سيحل محل بينيت كمدرب رئيسي على عقد لمدة عامين مع نية قيادة إنجلترا في سلسلة 2020 Ashes وكأس العالم 2021.

#### 2020 سلسلة رماد دوري الرجبي
في 7 نوفمبر 2019، تم التأكيد على عودة رماد دوري الرجبي في عام 2020، بعد توقف دام 17 عامًا. المنافسة، التي كانت متنافسة تقليديًا بين أستراليا وبريطانيا العظمى، كان من المقرر أن تشارك إنجلترا للمرة الأولى ولكن تم إلغاؤها بسبب استمرار وباء فيروس كورونا2019 . كان الهدف من المسلسل أن يكون أول مباريات واني المسؤول عن المنتخب الوطني.

## هوية

### أطقم وألوان
يلعب منتخب إنجلترا تقليديًا باللون الأبيض بينما يلعبون أحيانًا بمجموعة حمراء خارج الملعب لكن الاشتباكات الملونة نادرة ونادرًا ما يرتدون الزي الضيف.
بينما كان شريطهم الأصلي أبيض مع أطواق حمراء، في كأس العالم 1975، لعبوا بقميص أبيض بالكامل. لم يكن الأمر كذلك حتى عام 1995 عندما بدأوا في ارتداء صليبهم الأيقوني في مقدمة أطقمهم.

### تطور العدة
|               |               |               |               |               |           |           |
| Early Strip   | 1975 WC       | 1995 WC       | 2000 WC       | 2008 WC       | 2011-2012 | 2011-2012 |
| {{{العنوان}}} | {{{العنوان}}} | {{{العنوان}}} | {{{العنوان}}} | {{{العنوان}}} | مسكن      | بعيد      |
|               |               |               |               |               |           |           |
| 2013 WC       | 2013 WC       | 2014-2016     | 2017 WC       | 2018-         |           |           |
| Home          | Away          | {{{العنوان}}} | {{{العنوان}}} | {{{العنوان}}} |           |           |

### مجموعة الموردين والجهات الراعية
| فترة      | المصنّعين | الرعاة                 |
| --------- | -------- | ---------------------- |
| 1975      | أمبرو    |                        |
| 1995-1999 | بوما     | جون سميث               |
| 2000-2007 | باتريك   | مجموعة لينكولن المالية |
| 2008-2010 | بوما     | جيليت                  |
| 2010-2015 | ISC      | جيليت                  |
| 2015      | BLK      | جيليت                  |
| 2016-2017 | BLK      | مطبعة كينجستون         |
| 2018-2020 | هاميل    | داسيا                  |
| 2021-2026 | الثيران  | داسيا                  |

### شارة

#### قمة الأسود
من كأس العالم لرابطة الرجبي لعام 1995، اُستُخدم شعارًا به صليب القديس جورج، ومعطف النبالة للأسود الثلاثة في إنجلترا وردة تيودور. كان مشابهًا لمعظم الشارات الرياضية الإنجليزية الأخرى، مثل منتخب إنجلترا لكرة القدم وفريق الكريكيت الوطني الإنجليزي والتي تروج جميعها لسمات مماثلة. حتى منتصف التسعينيات، استخدمت إنجلترا ببساطة الأسد الأحمر المتفشي كرمز.

#### رمز الدرع
تم إطلاق الشعار الرسمي الجديد في 6 فبراير 2008 على برنامج مجلة دوري الرجبي Boots N 'All . تم وضع صليب القديس جورج عبر درع ثلاثي الأبعاد داخل التصميم. يوضع تاريخ "1895" من خلال مركز الصليب، ويرمز إلى ولادة دوري الرجبي. تمت استشارة العديد من الأشخاص المشاركين في الرياضة طوال عملية التصميم التي استغرقت أقل من عام بقليل. تم استخدام الشعار لأول مرة في كأس العالم 2008 وتم استبداله في عام 2017.

#### ثلاثة أسود الصليب
كجزء من إعادة تسمية العلامة التجارية عبر جميع روابط إعادة الروابط العائلية في عام 2017، تم تقديم شعار إنجلترا الجديد. إنه اندماج بين شعار الدرع وشعار الأسود القديم. يوجد بها صليب القديس جاورجيوس على الخلفية مع ثلاثة أسود أمامها.

### تغطية إعلامية
تتمتع بي بي سي بحقوق عرض جميع مباريات إنجلترا. أظهروا كل مباراة شاركت فيها إنجلترا في كأس العالم للرجبي ليج 2017، بالإضافة إلى جميع مبارياتهم في بطولة الأمم الأربع ودرع باسكرفيل.

## الجهاز الفني
| المدير الفني للمنتخب  | شون واين        |
| مساعد مدرب            | بول أندرسون     |
| مدرب الفريق الأول     | بول ويلينز      |
| مدير الفريق           | جيمي بيكوك      |
| مدرب اللياقة البدنية  | كريس بارون      |
| مدير الإعلام          | إنجلترا         |
| اخصائي العلاج الطبيعي | ديفيد أوسوليفان |
| محلل أداء             | باري فروست      |

## الفريق الحالي
تم اختيار الفريق للمباريات الودية القادمة ضد فرنسا في 23 أكتوبر 2021.

## السجلات
- اعتبارًا من 11 نوفمبر 2018
- جريئة - تشير إلى أن اللاعب لا يزال نشطًا على مستوى النادي

### أكبر عدد من اللاعبين

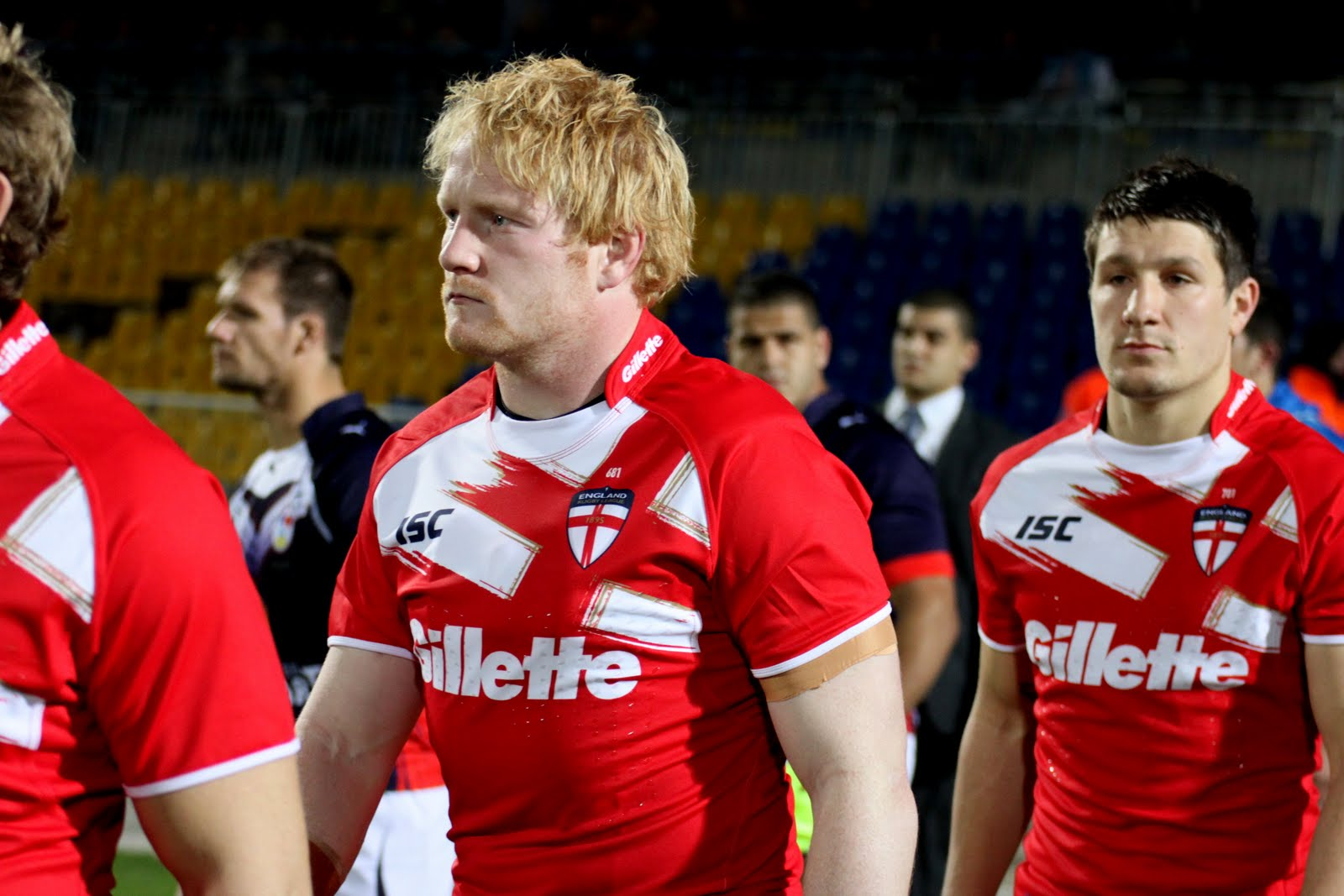
جيمس جراهام هو اللاعب الأكثر مشاركة في إنجلترا

## تشكيلة المنتخب

### قائمة اللاعبين
| #  | اسم           | حياة مهنية | قبعات | يحاول | موضع |
| -- | ------------- | ---------- | ----- | ----- | ---- |
| 1  | جيمس جراهام   | 2008-2020  | 44    | 3     | PR   |
| 2  | ريان هول      | 2009–      | 38    | 35    | W    |
| 3  | جيمس روبي     | 2008–      | 31    | 5     | HK   |
| 4  | كريس هيل      | 2012–      | 29    | 0     | PR   |
| 5  | غاريث ويدوب   | 2010–      | 28    | 7     | SO   |
| 6  | كيفين سينفيلد | 2000-2013  | 27    | 5     | SO   |
| 7  | بن ويستوود    | 2004-2013  | 26    | 3     | SR   |
| 8  | شون أولوغلين  | 2009-2018  | 25    | 5     | LF   |
| 8  | سام تومكينز   | 2009–      | 25    | 18    | FB   |
| 8  | كالوم واتكينز | 2012–      | 25    | 12    | CE   |
| 8  | توم بيرجس     | 2013–      | 25    | 3     | PR   |
| 12 | أدريان مورلي  | 2000-2012  | 23    | 1     | PR   |
| 12 | سام بيرجس     | 2008-2018  | 23    | 8     | SR   |
| 14 | جو ايجان      | 1943-1950  | 21    | 1     | HK   |
| 14 | جيمي بيكوك    | 2000-2011  | 21    | 8     | PR   |
| 16 | كين جي        | 1943-1951  | 20    | 1     | PR   |
| 16 | إليوت وايتهيد | 2014–      | 20    | 7     | SR   |
| 18 | إرنست وارد    | 1941-1952  | 19    | 2     | FB   |
| 18 | روجر ميلوارد  | 1969-1978  | 19    | 3     | W    |
| 18 | جوش هودجسون   | 2014–      | 19    | 3     | HK   |

### الهدافين

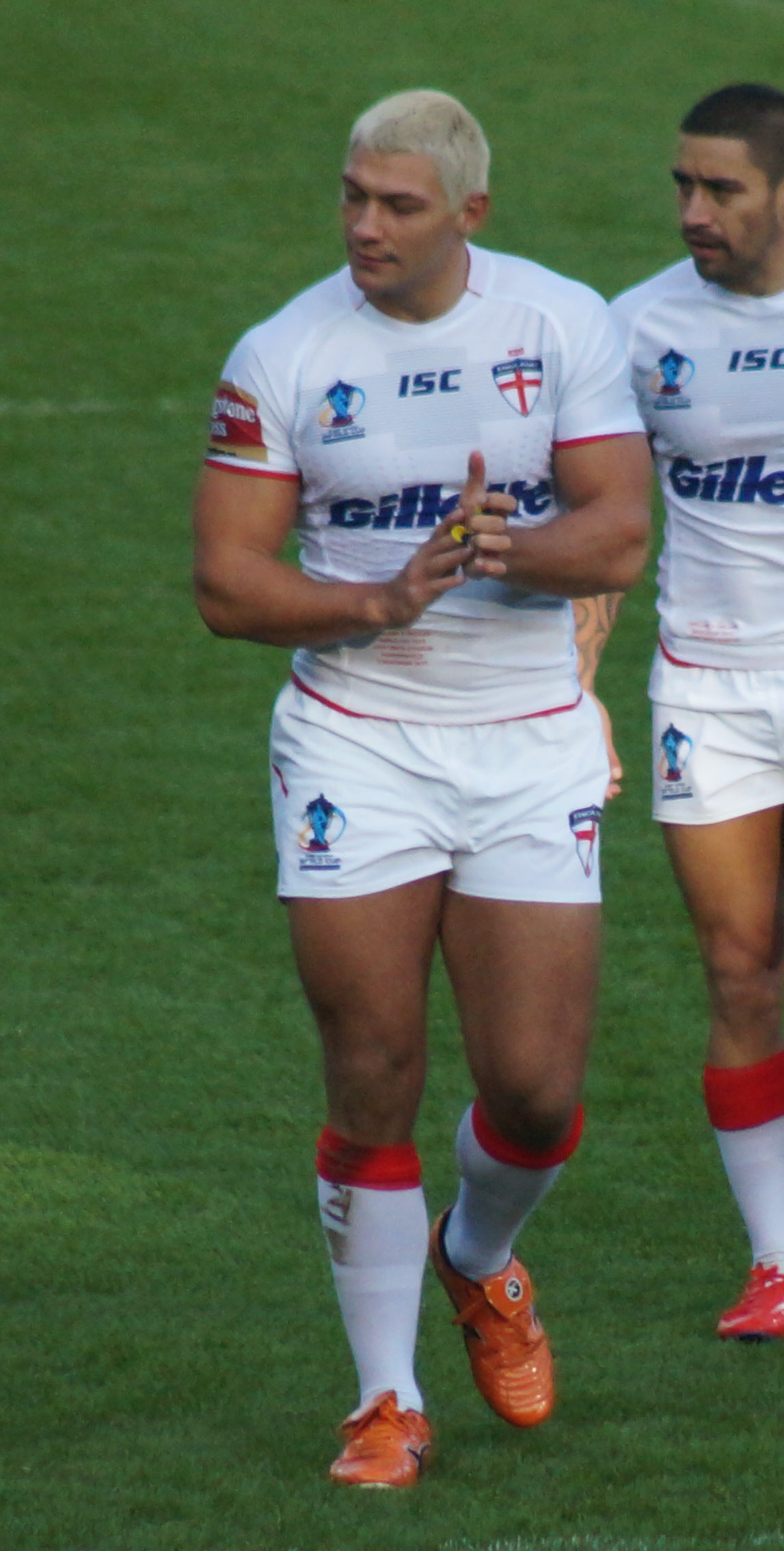
رايان هول هو أفضل هداف في تاريخ إنجلترا

| # | اسم               | حياة مهنية | المحاولات | قبعات | موضع |
| - | ----------------- | ---------- | --------- | ----- | ---- |
| 1 | ريان هول          | 2009–      | 35        | 38    | W    |
| 2 | سام تومكينز       | 2009–      | 18        | 25    | FB   |
| 3 | ألف اللبي         | 1927-1935  | 13        | 8     | W    |
| 4 | روب بورو          | 2003-2013  | 12        | 15    | HK   |
| 4 | كالوم واتكينز     | 2012–      | 12        | 25    | CE   |
| 4 | جيرمين ماكجيلفاري | 2015–      | 12        | 17    | W    |
| 7 | كيث فيلدينغ       | 1975       | 11        | 8     | W    |
| 7 | توم بريسكو        | 2009–      | 11        | 15    | W    |
| 9 | تشارلي كار        | 1924-1928  | 9         | 7     | W    |
| 9 | مارك كالديروود    | 2004-2008  | 9         | 9     | W    |
| 9 | جوش تشارنلي       | 2012–      | 9         | 8     | W    |

### الهدافون من أعلى النقاط

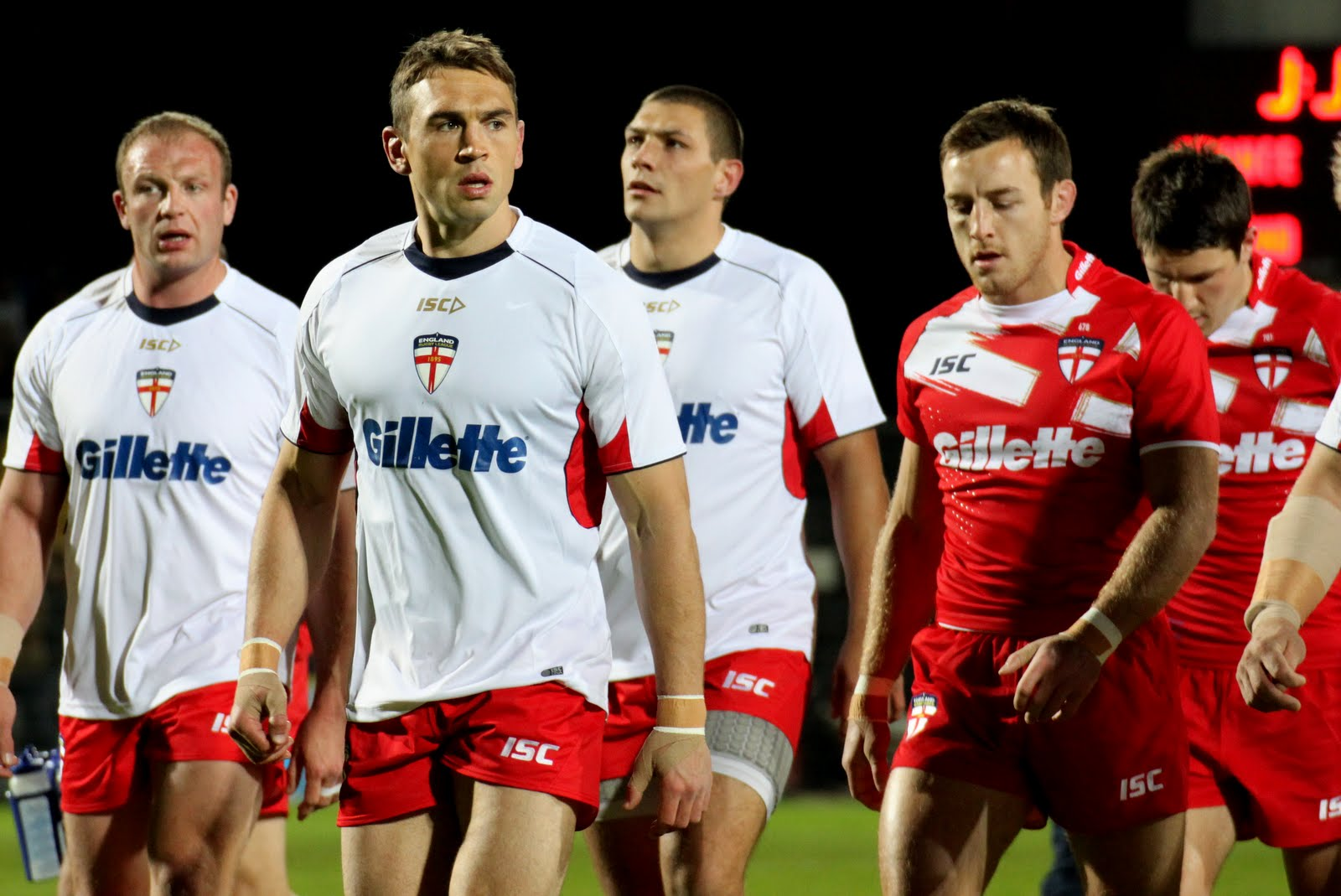
كيفن سينفيلد هو هداف إنجلترا

| #  | اسم           | حياة مهنية | نقاط | قبعات | موضع |
| -- | ------------- | ---------- | ---- | ----- | ---- |
| 1  | كيفين سينفيلد | 2000-2013  | 202  | 27    | SO   |
| 2  | غاريث ويدوب   | 2010–      | 171  | 28    | SO   |
| 3  | ريان هول      | 2009–      | 140  | 38    | W    |
| 4  | جورج فيربيرن  | 1975-1981  | 118  | 16    | FB   |
| 5  | آندي فاريل    | 1995-2001  | 78   | 11    | SO   |
| 6  | سام تومكينز   | 2009–      | 74   | 25    | FB   |
| 7  | إرنست وارد    | 1941-1952  | 58   | 19    | FB   |
| 8  | جيمي ليدجارد  | 1947-1955  | 54   | 12    | FB   |
| 9  | جيمي روني     | 2006       | 52   | 4     | SO   |
| 10 | ريتشي ميلر    | 2008–      | 50   | 8     | SH   |

### سجلات الفريق
- أكبر فوز:

110-0 ق . الولايات المتحدة (في أورلاندو، فلوريدا، أكتوبر 2000)
- أكبر خسارة:

52-4 ق . أستراليا (في ملعب ملبورن المستطيل، 2 نوفمبر 2008)
- أعلى نسبة حضور على الإطلاق:

67.545 ضد. نيوزيلندا (في ويمبلي، 23 نوفمبر 2013)
- أكثر المحاولات في المباراة:

- 4 (10 لاعبين) :

جيم ليثام ضد. جنسيات أخرى (في أودسال، 2 يناير 1905)
ستان مورهاوس ضد  ويلز (في بليموث، 15 فبراير 1913)
بيتر نوربورن ضد. جنسيات أخرى (في سنترال بارك، 28 نوفمبر 1953)
كيث فيلدينغ ضد. فرنسا (في بوردو، 11 أكتوبر 1975)
ستيوارت رايت ضد. ويلزويلز (في طريق Knowsley 28 مايو 1978)
مارتن أوفياه ضد. فرنسا (في Thunderdome 12 يونيو 1996)
توني كلوب ضد. بابوا غينيا الجديدة (في أوكلاند، 6 تشرين الثاني / نوفمبر 2010)
سام تومكينز ضد. فرنساو ويلز (في قرية لي الرياضية، 12 يونيو 2011 و29 أكتوبر 2011)
جوش تشارنلي ضد. ويلز (في حلبة السباق، 27 أكتوبر 2012)
ريان هول ضد. فرنسا(على ملعب سالفورد سيتي، 11 نوفمبر 2012)

## السجل التنافسي

### السجل العام
لعبت إنجلترا 205 مباراة تنافسية (غير ودية أو استعراضية) في تاريخها، حيث لعبت أولها في عام 1904. كان الفريق يلعب بانتظام فقط منذ عام 1995، حيث لعب 91 مباراة من ذلك الحين وحتى الاختبار الثالث لدرع باسكرفيل 2018 ضد نيوزيلندا. هذا يعني أنه في الـ 91 عامًا السابقة قبل عام 1995، لعب الفريق 116 مباراة فقط. والسبب في هذا النقص في الألعاب هو أن بريطانيا العظمى كانت تمثل الدول المحلية في معظم القرن العشرين، حيث لعبت 322 مباراة. لعبت إنجلترا والأمم الأخرى بشكل أساسي فقط في كأس أوروبا بينما لعبت إنجلترا وويلز بانتظام مباريات ودية في العقود السابقة من القرن العشرين. إذا تم أخذ المباريات التي لعبها فريق بريطانيا العظمى في الاعتبار، فقد شارك اللاعبون الإنجليز بالفعل في 529 مباراة بين عامي 1904 و2018 حتى اختبار درع باسكرفيل الثالث لعام 2018.
لعبت إنجلترا مع 21 فريقًا مختلفًا على مدار تاريخها، منها 6 فرق تمثيلية. لديهم سجل فوز بنسبة 0 ٪ ضد منتخب واحد فقط، إيطاليا، حيث تعرضوا للهزيمة 14-15 في مباراة ودية على ملعب AJ Bell، سالفورد كإحماء لكأس العالم 2013. لعبت إنجلترا أكبر عدد من المباريات مع ويلز، حيث خاضت 69 مباراة وفازت في 50 منها. نظرًا لأن بريطانيا العظمى كانت تمثل الدول الأصلية في معظم تاريخها، فقد لعبت إنجلترا ثلاث مرات فقط مع أيرلندا واسكتلندا مرة واحدة.

### كأس العالم
شاركت إنجلترا ست مرات في كأس العالم؛ في 1975 و1995 و2000 و2008 و2013 و2017 . لم يفزوا بالمسابقة أبدًا، على الرغم من أنهم حلوا في المركز الثاني لأستراليا في 1975 و1995 و2017. في كل عامين، مثلت بريطانيا العظمى إنجلترا. على الرغم من مشاركتها في 6 كؤوس عالمية فقط، استضافت إنجلترا مباريات في 8 بطولات مختلفة بما في ذلك 3 مباريات دولية. لعبت إنجلترا 34 مباراة في كأس العالم؛ ربح 20 وتعادل 2 وخسر 12 من بين تلك الخسائر، خسارة واحدة فقط ضد فريق آخر غير نيوزيلندا أو أستراليا، عندما فاز ويلز 7-12 في بطولة 1975. خسرت إنجلترا في الوصول إلى النهائي في عام 2013، عندما تغلبت عليها نيوزيلندا 20-18 بعد أن سجل شون جونسون تحويلًا في آخر 30 ثانية من المباراة ليضمن الفوز. وصلت إنجلترا إلى نهائي كأس العالم في عام 2017، لكنها خسرت أمام أستراليا بنتيجة 6-0 فقط.
كمضيف لبطولة كأس العالم للرجبي 2021 وكفريق وصل إلى ربع النهائي في كأس العالم السابقة ، تأهلت إنجلترا تلقائيًا.
| 1954    | لم تدخل           | لم تدخل           | لم تدخل | لم تدخل | لم تدخل | لم تدخل | لم تدخل | لم تدخل | لم تدخل | لم تدخل | لم تدخل |
| 1957    | لم تدخل           | لم تدخل           | لم تدخل | لم تدخل | لم تدخل | لم تدخل | لم تدخل | لم تدخل | لم تدخل | لم تدخل | لم تدخل |
| 1960    | لم تدخل           | لم تدخل           | لم تدخل | لم تدخل | لم تدخل | لم تدخل | لم تدخل | لم تدخل | لم تدخل | لم تدخل | لم تدخل |
| 1968    | لم تدخل           | لم تدخل           | لم تدخل | لم تدخل | لم تدخل | لم تدخل | لم تدخل | لم تدخل | لم تدخل | لم تدخل | لم تدخل |
| 1970    | لم تدخل           | لم تدخل           | لم تدخل | لم تدخل | لم تدخل | لم تدخل | لم تدخل | لم تدخل | لم تدخل | لم تدخل | لم تدخل |
| 1972    | لم تدخل           | لم تدخل           | لم تدخل | لم تدخل | لم تدخل | لم تدخل | لم تدخل | لم تدخل | لم تدخل | لم تدخل | لم تدخل |
| 1975    | نهائي             | الثاني من أصل 5   | 9       | 5       | 2       | 2       |         |         |         |         |         |
| 1977    | لم تدخل           | لم تدخل           | لم تدخل | لم تدخل | لم تدخل | لم تدخل | لم تدخل | لم تدخل | لم تدخل | لم تدخل | لم تدخل |
| 1985-88 | لم تدخل           | لم تدخل           | لم تدخل | لم تدخل | لم تدخل | لم تدخل | لم تدخل | لم تدخل | لم تدخل | لم تدخل | لم تدخل |
| 1989-92 | لم تدخل           | لم تدخل           | لم تدخل | لم تدخل | لم تدخل | لم تدخل | لم تدخل | لم تدخل | لم تدخل | لم تدخل | لم تدخل |
| 1995    | نهائي             | الثاني من أصل 10  | 5       | 4       | 0       | 1       |         |         |         |         |         |
| 2000    | الدور قبل النهائي | الرابعة من أصل 16 | 5       | 3       | 0       | 2       |         |         |         |         |         |
| 2008    | الدور قبل النهائي | الثالثة من أصل 10 | 4       | 1       | 0       | 3       |         |         |         |         |         |
| 2013    | الدور قبل النهائي | الثالثة من أصل 14 | 5       | 3       | 0       | 2       |         |         |         |         |         |
| 2017    | نهائي             | الثاني من 14      | 6       | 4       | 0       | 2       |         |         |         |         |         |
| 2021    | تأهلت             | تأهلت             | تأهلت   | تأهلت   | تأهلت   | تأهلت   | تأهلت   | تأهلت   | تأهلت   | تأهلت   | تأهلت   |
| 2025    |                   |                   |         |         |         |         |         |         |         |         |         |

### بطولة أوروبية
شاركت إنجلترا في ستة وعشرين بطولة أمم أوروبية ، كانت الأولى عام 1935. في الماضي ، تم إقصاء البطولة وإحيائها عدة مرات ، وتوقفت لمدة ست سنوات بسبب الحرب العالمية الثانية. من عام 1935 إلى عام 1949 (باستثناء سنوات الحرب) لعبت إنجلترا دور فرنسا وويلز سنويًا ، وفازت بالبطولة في أعوام 1935 و 1946 و 1947 و 1948. من عام 1950 إلى عام 1956، تمت إضافة فريق من الجنسيات الأخرى باعتباره الفريق الرابع في المسابقة (باستثناء عام 1956 عندما لم يكن ويلز فريقًا). خلال تلك السنوات فازت إنجلترا في عامي 1950 و 1954. منذ ذلك الحين ، استمرت البطولة في بعض المواسم ، ولكن لم تستمر لأكثر من خمس سنوات في كل مرة. لكن من 1970 إلى 1996 فازت إنجلترا باللقب في ست مرات من أصل تسع مرات محتملة. في عام 2003، تم إحياء البطولة وفازت إنجلترا بشكل مريح بفوزها على منافسيها القدامى بالإضافة إلى اسكتلندا وإيرلندا وروسيا. فازت إنجلترا على نفس المنافسين للفوز بالكأس مرة أخرى في عام 2004. كانت هذه هي المرة الأخيرة التي تنافست فيها إنجلترا لمنح المنافسة مجالًا متكافئًا للفرق الأخرى ، لكن فرسان إنجلترا تنافسوا في عام 2012.
| 1935      | الفائزون        | الأول من 3      | 2 |
| 1935-36   | مرحلة المجموعات | الثاني من 3     | 2 |
| 1936-1937 | مرحلة المجموعات | الثاني من 3     | 2 |
| 1938      | مرحلة المجموعات | الثالث من أصل 3 | 2 |
| 1938-1939 | مرحلة المجموعات | الثاني من 3     | 2 |
| 1945-46   | الفائزون        | الأول من 3      | 2 |
| 1946-47   | الفائزون        | الأول من 3      | 2 |
| 1947-48   | الفائزون        | الأول من 3      | 2 |
| 1948-49   | مرحلة المجموعات | الثاني من 3     | 2 |
| 1949-50   | الفائزون        | الأول من 4      | 3 |
| 1950-51   | مرحلة المجموعات | الثالث من أصل 4 | 3 |
| 1951-52   | مرحلة المجموعات | الثاني من أصل 4 | 3 |
| 1952-53   | مرحلة المجموعات | الثالث من أصل 4 | 3 |
| 1953-54   | الفائزون        | الأول من 4      | 3 |
| 1955-56   | مرحلة المجموعات | الثالث من أصل 3 | 2 |
| 1969-70   | الفائزون        | الأول من 3      | 2 |
| 1975      | الفائزون        | الأول من 3      | 2 |
| 1977      | مرحلة المجموعات | الثالث من أصل 3 | 2 |
| 1978      | الفائزون        | الأول من 3      | 2 |
| 1979      | الفائزون        | الأول من 3      | 2 |
| 1980      | الفائزون        | الأول من 3      | 2 |
| 1981      | مرحلة المجموعات | الثاني من 3     | 2 |
| 1995      | مرحلة المجموعات | الثاني من 3     | 2 |
| 1996      | الفائزون        | الأول من 3      | 2 |
| 2003      | الفائزون        | الأول من 6      | 3 |
| 2004      | الفائزون        | الأول من 6      | 3 |

### البطولات الصغرى
| عام               | النتيجة  | لعب | فاز | تعادل | خسلرة |
| ----------------- | -------- | --- | --- | ----- | ----- |
| 2006 درع الاتحاد  | الفائزون | 4   | 0   | 0     | 0     |
| 2015 درع باسكرفيل | الفائزون | 3   | 2   | 0     | 1     |
| 2018 درع باسكرفيل | الفائزون | 3   | 2   | 0     | 1     |

## الحضور

### أعلى مستوى في كل دولة
| التاريخ        | الخصم              | الحضور الجماهيري | الملعب                      | المسابقة                           |
| -------------- | ------------------ | ---------------- | --------------------------- | ---------------------------------- |
| 23 نوفمبر 2013 | </img> نيوزيلندا   | 67545            | استاد ويمبلي، لندن          | كأس العالم 2013 نصف نهائي          |
| 28 أكتوبر 1995 | </img> أستراليا    | 66.540           | أولد ويمبلي، لندن           | نهائي كأس العالم 1995              |
| 21 أكتوبر 1995 | </img> ويلز        | 30,042           | أولد ترافورد، مانشستر       | كأس العالم 1995 نصف نهائي          |
| 11 أكتوبر 1995 | </img> فيجي        | 26263            | سنترال بارك، ويجان          | 1995 مرحلة المجموعات في كأس العالم |
| 2 نوفمبر 2013  | </img> أيرلندا     | 24375            | ملعب كيركليس، هدرسفيلد      | مرحلة المجموعات في كأس العالم 2013 |
| 16 نوفمبر 2013 | </img> فرنسا       | 22276            | ملعب DW ، ويجان             | ربع نهائي كأس العالم 2013          |
| 5 نوفمبر 2016  | </img>اسكتلندا     | 21.009           | ريكو أرينا، كوفنتري         | 2016 مرحلة مجموعة الأمم الأربع     |
| 14 أكتوبر 1995 | </img>جنوب أفريقيا | 14,014           | هيدنجلي، ليدز               | 1995 مرحلة المجموعات في كأس العالم |
| 1 نوفمبر 2000  | </img>روسيا        | 5736             | Knowsley Road ، سانت هيلينز | 2000 مرحلة مجموعات كأس العالم      |
| 5 نوفمبر 2006  | </img>ساموا        | 5698             | ملعب KCOM ، هال             | درع الاتحاد                        |
| 19 أكتوبر 2013 | </img>إيطاليا      | 4382             | ملعب سالفورد سيتي، سالفورد  | ودود                               |
| 12 نوفمبر 2006 | </img>تونغا        | 3000             | استاد هالتون، ويدنيس        | درع الاتحاد                        |

### أعلى مستوى على الإطلاق
| المسابقة                           | الدولة           | الحضور | الملعب                | التاريخ        |
| ---------------------------------- | ---------------- | ------ | --------------------- | -------------- |
| كأس العالم 2013 نصف نهائي          | </img> نيوزيلندا | 67545  | استاد ويمبلي، لندن    | 23 نوفمبر 2013 |
| نهائي كأس العالم 1995              | </img> أستراليا  | 66.540 | أولد ويمبلي، لندن     | 28 أكتوبر 1995 |
| 2015 درع باسكرفيل                  | </img> نيوزيلندا | 44393  | الملعب الاولمبي، لندن | 7 نوفمبر 2015  |
| 2011 أربع دول جولة روبن            | </img> أستراليا  | 42344  | استاد ويمبلي، لندن    | 5 نوفمبر 2011  |
| 1995 مرحلة المجموعات في كأس العالم | </img> أستراليا  | 41271  | أولد ويمبلي، لندن     | 7 أكتوبر 1995  |
| 2016 أربع دول جولة روبن            | </img> أستراليا  | 35569  | الملعب الاولمبي، لندن | 13 نوفمبر 2016 |
| 2011 نهائي الأمم الأربع            | </img>أستراليا   | 34174  | طريق إيلاند، ليدز     | 19 نوفمبر 2011 |
| 2000 مرحلة مجموعات كأس العالم      | </img>أستراليا   | 33758  | تويكنهام، لندن        | 28 أكتوبر 2000 |
| 2018 درع باسكرفيل                  | </img>نيوزيلندا  | 32186  | طريق إيلاند، ليدز     | 11 نوفمبر 2018 |
| 2009 نهائي الأمم الأربع            | </img>أستراليا   | 31,042 | طريق إيلاند، ليدز     | 14 نوفمبر 2009 |

## روابط خارجية
- الموقع الرسمي لفريق الدوري الإنجليزي للرجبي
- دوري الرجبي لكرة القدم الدولية
- 2008 الموقع الرسمي لكأس العالم للرجبي
- دوري الرجبي الاتحاد الأوروبي
- متجر إنجلترا الرسمي